# Мезенцев, Борис Сергеевич
Бори́с Серге́евич Ме́зенцев (26 июля [8 августа] 1911, Тула — 18 ноября 1970, Москва, РСФСР, СССР) — советский архитектор. Заслуженный архитектор РСФСР (1969). Член-корреспондент Академии строительства и архитектуры СССР (1957) Лауреат Ленинской (1972 — посмертно) и Сталинской премии второй степени (1949). Член ВКП(б) с 1940 года.

## Биография
Б. С. Мезенцев родился 13 (26) июля 1911 года (по другим данным 26 июля (8 августа) 1911) в Туле. Начал трудовую деятельность в возрасте 16 лет учеником слесаря. Затем работал в паровозном депо.
В 1929—1935 годах обучался в МАРХИ, продолжил преподавать там же (профессор с 1969 года). После окончания в 1940 году Института аспирантуры Академии архитектуры СССР занимался практическим проектированием.
Член Союза архитекторов СССР с 1938 года. Член КПСС с 1940 года. В 1957 году был избран членом-корреспондентом Академии строительства и архитектуры СССР. Заместитель председателя правления Московского отделения Союза архитекторов. На V съезде архитекторов избран в состав секретариата правления Союза архитекторов СССР.
Б. С. Мезенцев умер 18 ноября 1970 года. Похоронен в Москве на Новодевичьем кладбище (участок № 7).
С 1974 года имя своего первого директора — Бориса Сергеевича Мезенцева носит ЦНИИЭП зданий культуры, спорта и управления.

## Работы
В первые послевоенные годы Мезенцев включается в работу по восстановлению разрушенных войной городов. По его проектам строятся железнодорожные вокзалы в Смоленске, Харькове, Витебске, Бородине, Ярцеве (1946—51). Вехой для зодчего стал проект высотного здания у Красных Ворот в Москве (1949—53, совместно с А. Н. Душкиным); Государственная премия СССР, 1949). Кроме этого, в Москве по проектам Мезенцева построены Дворец тяжёлой атлетики, здание для Академии наук, административное здание на Петровке, 38 (1952—59). С 1951 года он возглавлял мастерскую №3 института «Моспроект», которая вела проектирование нового Юго-Западного района Москвы (1954—1961). В своем творчестве Мезенцев использовал принципы ордерной архитектуры.
Когда в 1964 году был организован Центральный научно-исследовательский и проектный институт зрелищных и спортивных сооружений (ЦНИИЭП), Мезенцев стал его первым директором и творческим руководителем. На основании опыта, приобретённого при проектировании Юго-Западного района, а также центров Перми, Ташкента (1965—1968) и Томска, Мезенцев сформулировал новые градостроительные концепции. За эту работу ему была присуждена ученая степень доктора архитектуры. Одной из последних работ зодчего был Ленинский мемориал в Ульяновске (1967—1970).
Все эти годы Мезенцев активно занимался живописью, проявив себя талантливым пейзажистом. В числе первых получил звание заслуженного архитектора РСФСР. Детище мастера — Центральный научно-исследовательский и проектный институт зрелищных и спортивных сооружений — теперь носит имя Мезенцева.
- 1946—1951: Железнодорожные вокзалы в Харькове, Витебске, Смоленске, Бородине
- 1949—1953: Высотное здание на Лермонтовской площади (у Красных ворот) в Москве (соавтор А. Н. Душкин)
- 1952—1958: Реконструкция здания Московского уголовного розыска на улице Петровке, 38
- 1954: Железнодорожный вокзал на платформе Ленинская, близ музея заповедника Горки Ленинские
- 1963—1973: Высотное здание проектных организаций на проспекте Вернадского в Москве
- 1965—1967: Здание Совета Министров Узбекской ССР в Ташкенте
- 1967—1970: Ленинский мемориал в Ульяновске.
- 1954—1961: Градостроительные проекты, в том числе нескольких жилых кварталов Юго-Западного района Москвы

### Вокзалы
- Смоленск
- Витебск
- Харьков

### Другие постройки
- Высотное здание у Красных ворот
- Ленинский мемориал в Ульяновске
- Марка почты СССР. 1971 г.

## Награды и премии
- Ленинская премия (1972 — посмертно) — за архитектурный проект Ленинского мемориала в Ульяновске
- Сталинская премия второй степени (1949) — за архитектурный проект высотного здания Министерства транспортного строительства у Красных Ворот в Москве[6]
- Заслуженный архитектор РСФСР (1969)
- орден Трудового Красного Знамени[5]
- орден «Знак Почёта»[5]

## Семья
Жена — Бэлла Арсеньевна Этчин (1922–1985) — архитектор